# Arena (Star Trek)
Arena (Arena) è il diciottesimo episodio della prima stagione della serie televisiva di fantascienza Star Trek. Scritto da Gene L. Coon, su soggetto di Fredric Brown, e diretto da Joseph Pevney, è stato trasmesso negli USA il 19 gennaio 1967.
L'episodio presenta il personaggio del capitano della nave Gorn, specie rettiliana, una sorta di grosse lucertole umanoidi, dotate di una superiore forza, temute per la loro aggressività e ferocia. I Gorn sono una delle razze aliene maggiormente iconiche e rappresentative dell'universo di Star Trek, utilizzate anche al di fuori del franchise come riferimento allo stesso o come simbolo di minaccia. La scena della lotta tra James T. Kirk e il Gorn è la più ricordata di tutta la serie classica, in parte a causa dei movimenti lenti e goffi del Gorn, che alcuni spettatori considerano involontariamente comici, rendendo l'episodio uno dei maggiormente popolari della serie. L'episodio è inoltre considerato uno dei migliori di tutto il franchise di Star Trek e particolarmente rappresentativo della fantascienza di quel periodo.
L'episodio è stato girato a Vasquez Rocks, zona celebre come location di molti film ed episodi televisivi, ma soprattutto per aver rappresentato lo scenario dello scontro tra il capitano Kirk e il Gorn in questo episodio della serie classica, tanto che la roccia protagonista dello scontro tra l'umano e l'alieno, è stata ribatezzata Kirk's Rock.

## Trama
La USS Enterprise arriva all'avamposto di Cestus III su invito del suo comandante, ma l'equipaggio trova l'avamposto completamente distrutto. Il capitano Kirk, il Primo Ufficiale Spock, il Capo Medico Dott. McCoy e una squadra di sicurezza sbarcano per trovare un sopravvissuto che racconta di un pesante bombardamento da parte di un nemico sconosciuto. La squadra di sbarco si ritrova sotto il fuoco nemico, con due membri della squadra di sicurezza uccisi nel primo attacco. Anche la USS Enterprise si ritrova sotto attacco da una nave nemica sconosciuta, impedendo all'equipaggio di far rientrare la squadra di atterraggio. Sulla superficie, Kirk trova un lanciagranate nei magazzini dell'avamposto e lo usa per disperdere le forze aliene. La nave aliena recupera il suo equipaggio dalla superficie e inizia a ritirarsi. La squadra di atterraggio viene teletrasportata a bordo dell'Enterprise prima di poterli inseguire.
Entrambe le navi entrano in un settore dello spazio inesplorato e poco dopo perdono completamente la propulsione. L'Enterprise viene contattata da una specie aliena che si fa chiamare i Metron, che proteggono gelosamente il loro settore dello spazio da intrusioni. I Metron annunciano che metteranno i rispettivi capitani l'uno contro l'altro in una "prova di combattimento" e che sarà uno scontro all'ultimo sangue, con il risultato che la nave del capitano perdente verrà distrutta, mentre l'altra nave sarà libera di andarsene. Il capitano Kirk viene improvvisamente trasportato sulla superficie di un pianeta roccioso e sterile insieme al capitano dell'altra nave, che appartiene a una specie rettiliana conosciuta come Gorn. I Metron parlano con Kirk, spiegando che, sebbene nessuno dei due capitani abbia possibilità di comunicare con la propria nave, a ciascuno è comunque stato fornito un dispositivo di registrazione vocale che trasmetterà le loro parole alle rispettive navi, sono tuttavia all'oscuro del fatto che le loro parole vengano tradotte anche all'altro capitano. Kirk viene informato che il pianeta ha numerose risorse che entrambi i capitani possono utilizzare per combattersi. A bordo dell'Enterprise, all'equipaggio è consentito osservare le azioni del capitano Kirk.
Kirk cerca di comunicare con il Gorn, ma non riceve risposta. Il Gorn rintraccia Kirk e quest'ultimo si rende conto di essere inferiore fisicamente, così si affida alla sua agilità per sfuggire al Gorn. Kirk finisce intrappolato in una trappola tesa dal Gorn, che gli ferisce una gamba e lo rallenta. Il Gorn finalmente comunica con Kirk tramite il dispositivo di traduzione e offre di porre fine alle sue sofferenze. Kirk accusa i Gorn di essere dei carnefici, ma l'alieno difende il loro attacco a Cestus III, affermando che l'avamposto era stato costruito in quello che i Gorn consideravano il loro territorio, vendendo la presenza della Federazione in quella parte dello spazio come un'intrusione e un possibile preludio a una invasione su larga scala.
Cercando di tenersi alla larga dal Gorn, Kirk scopre numerose risorse minerali di valore sul pianeta, apparentemente inutili in quel momento. Ma viene ispirato quando trova steli di bambù e sostanze chimiche grezze che possono essere mescolate per formare una polvere nera. Costruisce un'arma di fortuna, usando frammenti di diamante come proiettili. Kirk riesce a completare a malapena l'assemblaggio quando il Gorn arriva e gli spara, ferendolo gravemente. Mentre Kirk si prepara a infliggere il colpo di grazia, riflette sulle affermazioni del Gorn secondo cui l'attacco a Cestus III era stato un atto di difesa, e decide di lasciarlo vivere. Improvvisamente, il Gorn scompare e un Metron appare a Kirk, congratulandosi con lui non solo per aver vinto la battaglia, ma per aver dimostrato misericordia nei confronti del proprio nemico. Kirk rifiuta l'offerta dei Metron di distruggere la nave dei Gorn, portando il Metron a commentare: "siete ancora in parte dei selvaggi, ma c'è speranza", e che la Federazione dovrà cercare nuovamente i Metron tra diverse migliaia di anni. Improvvisamente, Kirk si ritrova di nuovo a bordo dell'Enterprise, le sue sono ferite guarite e l'equipaggio si trova a 500 parsec dallo spazio dei Metron, senza alcuna traccia della nave dei Gorn.

## Personaggi e interpreti

### Personaggi principali
- James T. Kirk, interpretato da William Shatner, doppiato in italiano da Natale Ciravolo.[6]
- Spock, interpretato da Leonard Nimoy, doppiato in italiano da Paride Calonghi.[6]
- Leonard McCoy, interpretato da DeForest Kelley, doppiato in italiano da Raffaele Fallica.[6]
- Hikaru Sulu, interpretato da George Takei, doppiato in italiano da Ruggero De Daninos.[6]
- Montgomery Scott, interpretato da James Doohan, doppiato in italiano da Enrico Carabelli.[6]
- Uhura, interpretata da Nichelle Nichols, doppiato in italiano da Maria Teresa Letizia.[6]
- Gorn, interpretato da Bill Blackburn, Bobby Clark e Gary Combs, doppiato originalmente da Ted Cassidy.
- Metron, interpretato da Carole Shelyne, doppiato originalmente da Vic Perrin.

### Altri personaggi
- O'Herlihy, interpretato da Jerry Ayres.
- Tenente Kelowitz, interpretato da Grant Woods.
- Tenente Harold, interpretato da Tom Troupe.
- Lang, interpretato da James Farley.
- Tenente DePaul, interpretato da Sean Kenney.
- Tenente Brent, interpretato da Frank da Vinci.
- Tenente Leslie, interpretato da Eddie Paskey.
- Membro dell'equipaggio, interpretato da Ron Veto.

## Produzione

### Sceneggiatura
Arena è stato il primo episodio scritto da Gene L Coon in qualità di sceneggiatore della serie Secondo quanto riportato da Herbert Solow nel libro Inside Star Trek. The Real Story, la somiglianza con il racconto breve omonimo scritti da Brown, potrebbe essere dovuta a un'ispirazione inconscia: dopo che Coon aveva scritto ciò che credeva essere una sceneggiatura originale, il dipartimento di ricerca della Desilu, guidato da Kellam de Forest, notò la somiglianza. Fu quindi concordato che l'ufficio Affari Commerciali della Desilu avrebbe contattato Brown e offerto un prezzo equo per il racconto, prima che fosse girato e trasmesso. Brown accettò senza sapere che la sceneggiatura era già stata scritta; gli fu concesso il credito sullo schermo per il racconto.

### Cast
L'episodio segna il debutto alla regia di Joseph Pevney, che era stato assunto da Gene L. Coon.
L'alieno Metron, che impone a Kirk e al capitano Gorn di sfidarsi corpo a corpo, è interpretato dall'attrice e ballerina statunitense Carolyne Barry, con lo pseudonimo di Carole Shelyne. L'attrice tornerà nel franchise di Star Trek molti anni dopo, interpretando un ingegnere dell'Enterprise D, nell'episodio della serie Star Trek: The Next Generation, Progetto Terraforming (Home Soil, 1988). La voce all'alieno è invece prestata dal celebre attore e doppiatore Vic Perrin.
Dietro la maschera dell'alieno Gorn, si celano ben tre attori: Bill Blackburn, Bobby Clark e Gary Combs, mentre la voce gli è prestata dall'attore Ted Cassidy, già noto all'epoca per aver impersonato il lugubre maggiordomo della Famiglia Addams, Lurch. Cassidy in Star Trek aveva precedentemente interprete l'androide Ruk al servizio di Roger Korby, nell'episodio della prima stagione Gli androidi del dottor Korby (What are Little Girls Made of?, 1966) e aveva prestato la voce al pupazzo di Balok nell'episodio sempre della prima stagione L'espediente della carbonite (The Corbomite Maneuver, 1966).

### Location

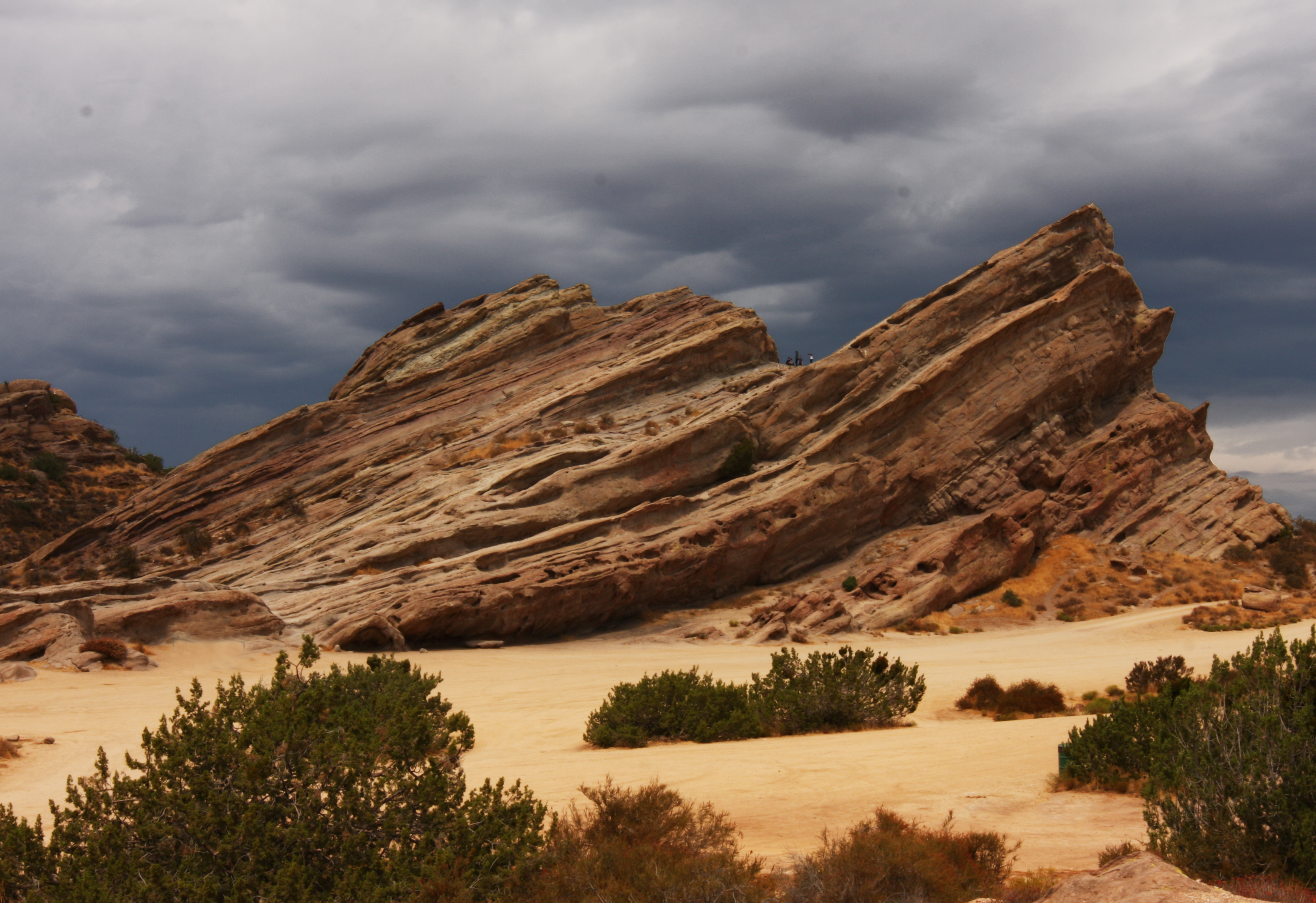
Le Vasquez Rocks protagoniste dello scontro tra Kirk e il Gorn

L'episodio è stato girato a Vasquez Rocks, zona celebre come location di molti film ed episodi televisivi, ma soprattutto per aver rappresentato lo scenario dello scontro tra il capitano Kirk e il Gorn in questo episodio della serie classica, tanto che la roccia protagonista dello scontro tra l'umano e l'alieno, è stata ribatezzata Kirk's Rock o Gorn Rock..
Le Vasquez Rocks proprio per tale motivo vengono visitate e citate anche in altre opere. Ne è un esempio l'episodio della sesta stagione di The Big Bang Theory, La spedizione di Bakersfield (The Bakersfield Expedition, 2013), in cui Sheldon, Leonard, Howard e Raj, diretti al Comic-Con di Bakersfield, passando per Vasquez Rocks, decidono di fermarsi per farsi delle fotografie poiché vestono i costumi dell'equipaggio della serie The Next Generation (Leonard è Picard, Sheldon è Data, Howard è un Borg e Raj è Worf).

### Riprese
William Shatner ricorda di essere stato esposto troppo vicino a un'esplosione di scena durante le riprese dell'episodio, causandogli un acufene, che è diventato cronico. Anche Leonard Nimoy ne venne colpito. Shatner riscontrò il danno nell'orecchio sinistro, mentre Nimoy in quello destro.

## Distribuzione
La prima messa in onda negli Stati Uniti d'America dell'episodio Arena è avvenuta il 19 gennaio 1967 sul canale NBC. Arena è stato il primo episodio della serie classica ad essere stato trasmesso a colori sulla britannica BBC, nel novembre 1969. In Italia la prima trasmissione dell'episodio è avvenuta il 15 maggio 1979, sul canale Telemontecarlo.

## Accoglienza

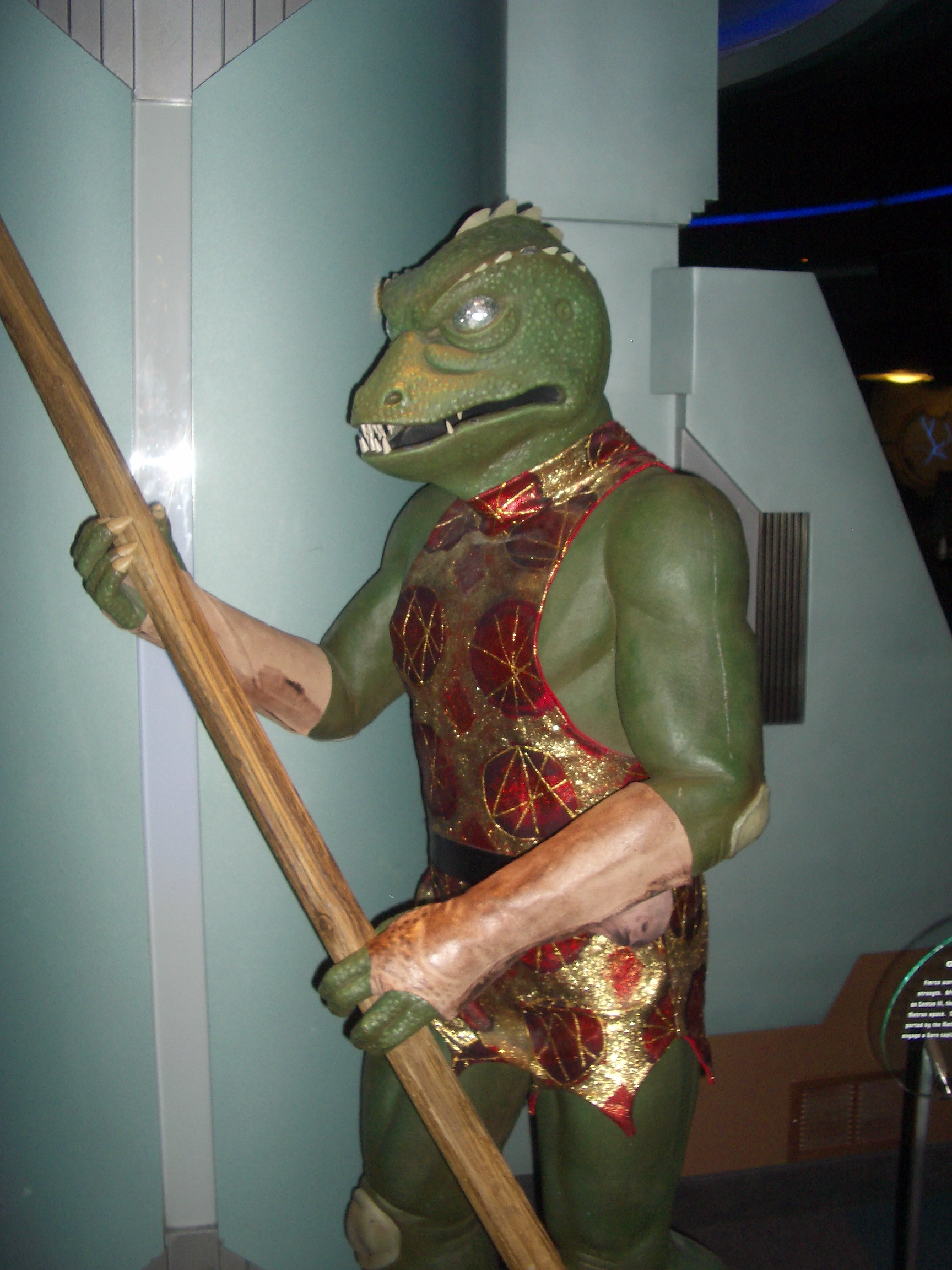
Statua del Gorn al Quark's Bar

Nel 2009, Zack Handlen di The A.V. Club ha assegnato all'episodio Arena un voto "A", facendo notare l'influenza esercitata dall'episodio e l'utilizzo nello stesso di un tema ricorrente di Star Trek,  l'"incertezza dell'esplorazione". Nel marzo 2010 James Rundle di SciFiNow ha classificato Arena tra i primi dieci migliori episodi della serie originale. Nel 2013 The Hollywood Reporter ha inserito lo scontro tra Kirk e il Gorn dell'episodio Arena tra i 15 migliori momenti della serie originale.
Nel gennaio 2016 la rivista Newsweek ha classificato Arena come uno dei migliori episodi della serie classica, aggiungendo che è uno degli episodi maggiormente popolari, aggiungendo che "per quasi quattro decenni, l'unica apparizione di un rappresentante della specie Gorn ebbe luogo in Arena [...] il Gorn è diventato un cult". Nel luglio dello stesso anno Ed Gross di Empire classifica l'episodio tra i migliori 50 episodi di tutto il franchise televisivo di Star Trek, motivando che Kirk vince ma mostra pietà nei confronti del pericoloso alieno e questo impressiona i potenti alieni che li hanno messi l'uno contro l'altro. A settembre esce un articolo su IGN che classifica Arena al decimo posto in una top ten di episodi della serie originale. Sempre in settembre, David Brown di Radio Times classifica la battaglia tra Kirk e il Gorn, il settimo migliore momento di tutto Star Trek, compresi film e serie televisive, sottolineando che le riprese sono state effettuate alle Vasquez Rocks nella California meridionale. La rivista ha inoltre elogiato lo stile della recitazione di William Shatner durante la registrazione del suo diario di missione, facendo notare come molti aspetti di questo episodio sono molto rappresentativi della fantascienza di quel periodo.
In 2017 Elena Holodny e Andy Kiersz di Business Insider classificano Arena il dodicesimo miglior episodio della serie classica. Sempre nello stesso anno, prima del debutto di Star Trek: Discovery, Patrick Cooley di The Plain Dealer classifica Arena come il sesto miglior episodio dei primi 50 anni del franchise di Star Trek. Nel 2018 Silas Lesnick di Collider classifica questo episodio il settimo miglior episodio della serie classica, ammirando il costume del Gorn e l'introduzione dei potenti alieni Metron. Nel febbraio 2019 Eric Diaz di Nerdist include Arena nella sua guida al binge watching del Meglio di Kirk. Nel dicembre dello stesso anno Amanda Abere di CBR.com classifica Arena come uno degli otto episodi maggiormente memorabili dell'intera serie classica Star Trek. Nell'ottobre 2020 Paul Rowe di PopMatters classifica questo come il sesto miglior episodio della serie classica.

## Merchandising
- Nel 1974, grazie alla messa in onda in syndication della serie classica, che ha reso popolare la serie più che non alla sua prima messa in onda, la casa di giocattoli statunitense Mego ha realizzato una serie di action figure da 8" (20cm) dei personaggi principali della serie, compresi alcuni alieni, tra cui appunto il Gorn.[24][25] La figura è una delle più contestate da parte dei collezionisti e dei fan della Mego a causa della poca fedeltà del personaggio con quello presentato in televisione (fu riciclato il costume del Klingon e il lucertolone ha una pelle marrone, al contrario del verde originale). Ritornata attiva nel 2018, la Mego ha riproposto il personaggio nella propria linea di action figure in due versioni: da 8" e da 14" (circa 35cm).[26]

## Citazioni e omaggi
- L'episodio Arena introduce importanti elementi nel canone di Star Trek, tra cui la specie dei Gorn, la specie dei Metron e il pianeta Cestus III. Cestus III viene menzionato in seguito come pianeta natale del personaggio di Star Trek: Deep Space Nine Kasidy Yates ed è citato anche in alcuni romanzi non canonici di Star Trek.[7]
- Negli anni 2010, l'attore William Shatner ha riproposto la sua battaglia contro i Gorn in modo allegorico per la pubblicità del videogioco Star Trek del 2013, ambientato nella Kelvin Timeline.[27] Nel video, Shatner e il Gorn ricreano una battaglia simile, ma ambientata in un soggiorno moderno, e inizia con i due che giocano insieme a un videogioco per console in modalità cooperativa.[28]